# Conrad Sarauw
Conrad August Nicolaus Sarauw (21. juli 1816 i Burg på Femern – 24. februar 1886 på Petersværft ved Kalvehave) var en dansk forstmand, bror til Christian Sarauw og Conrad Friedrich Emil Theodor Sarauw og far til Christian, Georg Sarauw og Elna Munch.

## Karriere
Han blev født i Burg på Femern, hvor faderen, kammerråd Friedrich Heinrich Wilhelm Sarauw (1777-1845), en slægtning af Friedrich Sarauw, var borgmester. Tidligere var faderen herredsfoged i Struxdorf Herred og amtsforvalter i Hytten Amt. Moderens navn var Sophie Hedewig født Claussen (1782-1851). Sarauw blev forstkandidat 1838, assisterede 1839-42 ved statsskovenes planlægning i Slesvig og Lauenborg og 1842-51 ved revisionen af statsskovene på Falster og i Nordsjælland. Han var 1853-65 under skiftende former den ledende mand i dette arbejde, samtidig med at han beklædte forskellige skovriderembeder og på statens vegne førte tilsyn med de private skove på Fyn. 1857-59 var han konstitueret skovrider på 2. Kronborg Distrikt, og fra 1860 til sin død, 24. februar 1886, bestyrede han som skovrider det petersgaardske skovdistrikt og gik således ved dets salg 1868 over i privat tjeneste. 1852-1865 var han statens tilsynsførende med de private skove i Fyens Stift. Desuden har han lagt driftsplaner for og haft overtilsyn med mange private skove. 1857 var han medlem af Kommissionen angående skovenes beskatning og 1859 af Kommissionen angående forstembeders omorganisation. Sarauw opfandt et skovredskab til pletvis bearbejdning af skovjorden, "Sarauws plantehakke".
Sarauw var, bl.a. som skovdyrker, en meget virksom mand, der har haft en ikke ringe indflydelse blandt sine fagfæller på Fyn, Lolland-Falster og Sydsjælland; 1857 blev han udnævnt til virkelig forstråd og 1886 til Ridder af Dannebrog.

## Ægteskaber
Han blev gift 1. gang 9. august 1851 i Hillerød med Julia Olivia Camilla Bach (11. april 1822 i København - 7. november 1854 i Hillerød), datter af høker Jens Nielsen Bach (1788-1869) og Juliane Wilhelmine Sedlaczeck (1802-1874). 2. gang ægtede han 25. juli 1858 i Tranekær Frederikke Graae (2. juli 1835 i Tranekær - 19. maj 1859 i Hillerød), datter af sognepræst, senere provst Christian Graae (1801-1875) og Anne Marie Andersen (1810-1865). 3. gang ægtede han 26. november 1861 i Brenderup Betzy Wilhelmine Hansen (28. juli 1834 på Løgismose - 19. januar 1909 på Frederiksberg), datter af godsejer Christen Hansen (1809-1866) og Clara Margrethe Elisabeth Bierfreund (1813-1889).